# شهرستان خرمشهر
شهرستان خرمشهر یکی از شهرستان‌های استان خوزستان ایران می‌باشد. مرکز این شهرستان، شهر خرمشهر است.

## موقعیت جغرافیایی
شهرستان خرمشهر از شمال با شهرستان اهواز، از شرق با شهرستان شادگان، از جنوب‌شرق به شهرستان آبادان، از جنوب تا جنوب‌غرب به خلیج فارس و از غرب با کشور عراق همسایه است.

## تقسیم‌بندی کشوری
شهرستان خرمشهر دارای ۲ بخش، ۴ دهستان و ۳ شهر به شرح زیر است:

### شهرستان خرمشهر
| بخش   | مرکز بخش | جمعیت بخش ۱۳۹۵ | نام دهستان | مرکز دهستان | جمعیت دهستان ۱۳۹۵ | شهر           | جمعیت شهر ۱۳۹۵ |
| ----- | -------- | -------------- | ---------- | ----------- | ----------------- | ------------- | -------------- |
| مرکزی | خرمشهر   | ۱۶۱٬۸۲۰ نفر    | حومه غربی  | پل‌نو        | ۱۲٬۶۸۲ نفر        | خرمشهر مقاومت | ۱۳۳٬۰۹۷ نفر    |
| مرکزی | خرمشهر   | ۱۶۱٬۸۲۰ نفر    | حومه شرقی  | حفار شرقی   | ۱۰٬۲۶۷ نفر        | خرمشهر مقاومت | ۱۳۳٬۰۹۷ نفر    |
| مرکزی | خرمشهر   | ۱۶۱٬۸۲۰ نفر    | غرب کارون  | کفیشه       | ۵٬۷۷۴ نفر         | خرمشهر مقاومت | ۱۳۳٬۰۹۷ نفر    |
| مینو  | مینوشهر  | ۹٬۱۵۴ نفر      | جزیره مینو | مینوشهر     | ۶٬۹۲۳ نفر         | مینوشهر       | ۲٬۲۳۱ نفر      |

## جمعیت
بر پایه سرشماری عمومی نفوس و مسکن در سال ۱۳۹۵، جمعیت شهرستان خرمشهر برابر با ۱۷۰٬۹۷۶ نفر بوده است.